# 岡本薫 (地理学者)
岡本 薫（おかもと かおる、男性、1955年5月15日-　）は、日本の官僚、学者、政策研究大学院大学教授。

## 経歴
東京都生まれ。1979年東京大学理学部地理学科卒業。80年文部省入省。1981年OECD科学技術政策課研究員、1987年OECD教育研究革新センター研究員、1998年文化庁国際著作権課長、99年内閣審議官、文化庁著作権課長、2003年文部科学省課長、2006年政策研究大学院大学教授。専門は地域地理学（コロロジー）。別名・ジャック・コリノー。

## 著書
- 『行政関係者のための入門・生涯学習政策』全日本社会教育連合会 1994
- 『社会教育関係者のためのマルチメディア時代の著作権 「人権」を守るために』全日本社会教育連合会 1997
- 『不思議の国の学校教育 外から見た日本の学校教育』ジャック・コリノー　第一法規出版 1997
- 『国際交流・国際理解教育のための国際化対応の重要ポイント』全日本社会教育連合会 1999
- 『校長・教頭・教委職員・PTA関係者のための学校情報化のマネジメント あなたの学校の「IT戦略」に欠かせない24の視点』明治図書出版 2001
- 『インターネット時代の著作権 教育関係者のための もうひとつの「人権」 2002年版』全日本社会教育連合会 2002
- 『教育論議を「かみ合わせる」ための35のカギ』明治図書出版 2003
- 『新不思議の国の学校教育 日本人自身が気づいていないその特徴』新版 第一法規 2003
- 『著作権の考え方』岩波新書 2003
- 『この1冊で誰でも分かる著作権 情報化・コンテンツ・教育関係者のために』全日本社会教育連合会 2005
- 『日本を滅ぼす教育論議』講談社現代新書 2006
- 『著作権とのつきあい方 活字文化・出版関係者のために』商事法務 2007
- 『Ph.P手法によるマネジメントプロセス分析 国・自治体・企業・団体・学校などあらゆる組織のガバナンスのための方法論』商事法務 2008
- 『教師のための「クラス・マネジメント」入門 プロのイニシアティブによる改革に向けて』日本標準 2008
- 『世間さまが許さない! 「日本的モラリズム」対「自由と民主主義」』ちくま新書 2009
- 『小中学生のための初めて学ぶ著作権 学習指導要領対応』朝日学生新聞社 あさがく選書 2011
- 『なぜ日本人はマネジメントが苦手なのか 「PDCA」ではダメ、「Ph.P手法」で考えよう』中経出版 2011
- 『著作権-それホント?』発明推進協会 2014

共編
- 『何のため誰のための生涯学習推進計画(報告書) シンポジウム』佐々木英和,三澤昌子共著 三澤昌子編 全日本社会教育連合会 2000

## 論文
- 岡本薫